# マドレーヌ・ヴィオネ
マドレーヌ・ヴィオネ（Madeleine Vionnet、1876年6月22日 - 1975年3月2日）は、フランスの女性ファッションデザイナー。バイアスカットの女王と呼ばれる20世紀を代表するデザイナーの一人である。

## 来歴

### 生い立ち
フランスロワレ県シルール・オ・ボワ（fr）に生まれる。家庭は貧しく11歳でお針子を始めた。18歳で結婚したが娘の死にあい、間もなく離婚。18歳のころイギリスへ渡り、ロンドンの「ケイト・レイリー」 (Kate_Reily) で働く。5年後の1900年にパリへ帰国、キャロ姉妹 (Callot Soeurs) のメゾンに職を得る。彼女はメゾンの責任者、三姉妹の長女ジェルベール夫人から多くを学んだと語っている。

### 独立
1907年からジャック・ドゥーセのメゾンに入り、デザイナーとして活躍。この頃、コルセットを外し、素足で着る服などをデザインしていた。それゆえ、保守的なドゥーセの店では受け入れられなかったが、ポール・ポワレと共にクチュール近代化のパイオニアとされている。
1912年、独立してパリ1区リヴォリ通り222番地にメゾンを開店。第一次世界大戦中一次閉店するが、大戦終了後再開。3年後の1922年、8区モンテーニュ(大)通りへ移った。

### バイアスカットの発明
1920年頃から、日本の着物の構成法である長方形の布を組み合わせた平面カットで服を発表しはじめ、その後、長方形を四十五度ずつずらして使われるようになり、バイアスカットへと展開していくことになる。バイアスカットについて彼女は知的所有権を主張し、類似品について度々訴訟も起こし、ほぼ勝訴している。マドレーヌ・ヴィオネはバイアスカットの発明者として広く知られているが、彼女が活躍する以前からバイアスカット自体は存在していた。しかし、それは服の袖など部分的に使われるだけで、バイアスカットを服全体へ展開したことが画期的であった。また、バイアスカットとともに古代ギリシャのスタイルを多く取り入れ、コルセットを外し、身体のラインに沿ったシンプルなドレスを発表した。

### メゾンの閉店
1930年代、キャサリン・ヘプバーンやグレタ・ガルボなどにも愛用される大メゾンとなっていたが、有給休暇や近代的な食堂のほか、託児所などが設けられ、理想的な職場環境として知られていた。しかし、第二次世界大戦前にメゾンを閉店、主な財産を競売にかけ、その後メゾンを再開することはなかった。

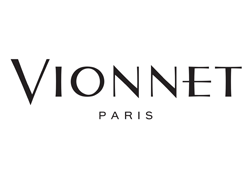
Vionnet（英語版）のロゴ
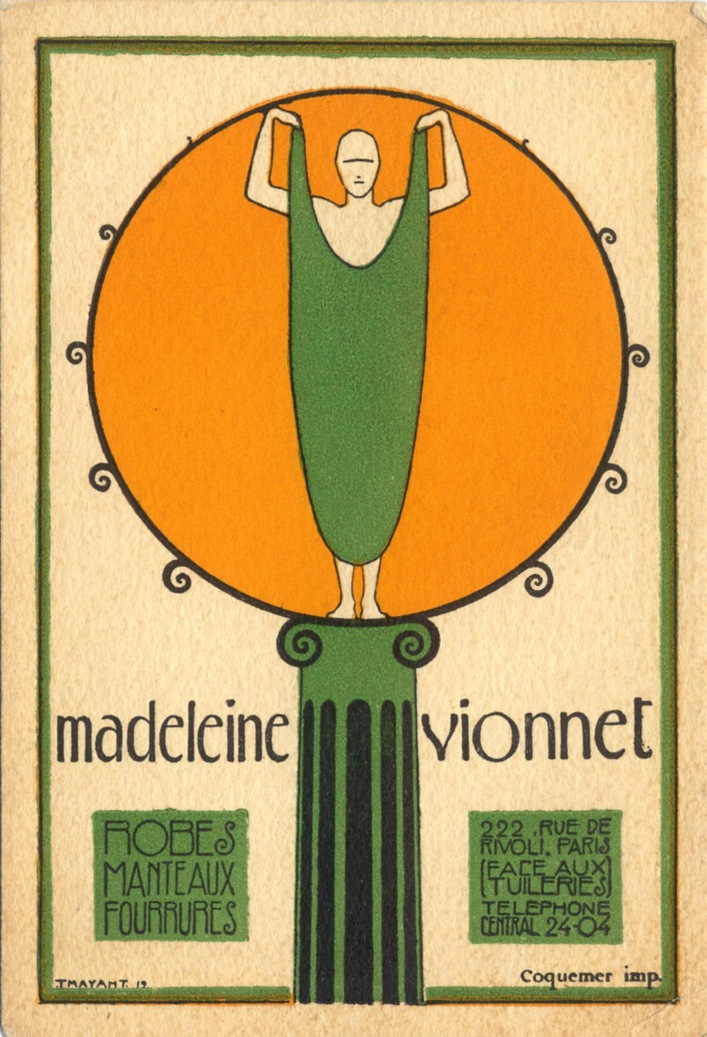
ファッションデザインのアートワーク　装飾美術館パリ（英語版）蔵
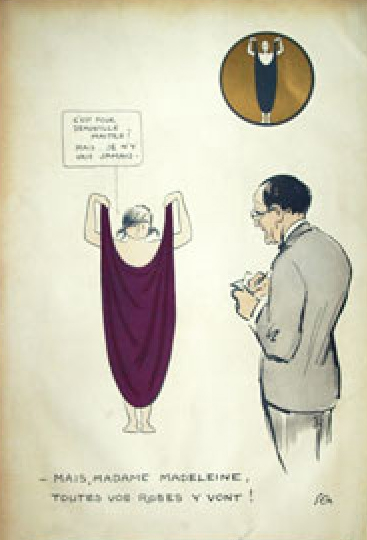
マドレーヌを描いたセム（英語版）の似顔絵　1923年
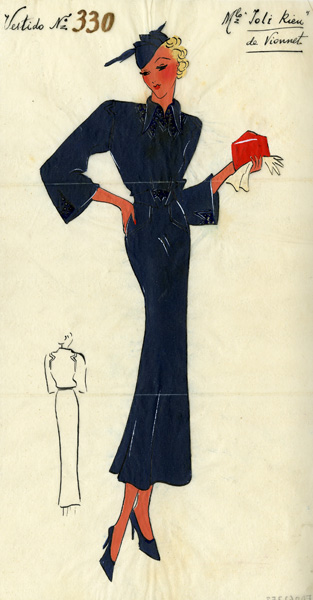
デザイン画(1932年から1934年の間)